# 香港新聞台
香港新聞台是原屬香港寬頻，及後歸為香港電視網絡旗下的粵語新聞頻道，2003年3月5日於香港寬頻bbTV啟播，新聞編採中心與攝影棚同位於香港葵涌健康街。
城市電訊2012年出售電訊業務（包括香港寬頻）之後，其新聞部脫離香港寬頻bbTV，改為隸屬城市電訊（後改稱香港電視網絡）。香港電視網絡原以合約形式與香港寬頻bbTV繼續合作，並計劃在取得免費電視牌照後轉往自家頻道廣播，惟直至2013年9月1日與香港寬頻的合約於結束後仍未獲發牌，亦未能覓得其他平台繼續廣播，因而宣佈停播。
在香港電視網絡收購中國移動香港旗下流動電視服務牌照後，本頻道原定於2014年7月1日復播，但因通訊事務管理局辦公室指港視擬轉換傳送制式以提供其流動電視服務可能違反《廣播條例》，而香港新聞台所有員工已於2014年4月全數被裁。
香港電視網絡在2014年6月第二次向通訊局申請免費電視牌照時，建議設立新聞頻道。2014年11月香港電視網絡改為發展互聯網電視平台，暫未有重開新聞頻道。

## 播放平台
除了香港寬頻bbTV，香港新聞台的過去現在亦為不同平台提供內容，由2004年至2010年前曾與香港房屋署合作，在香港各大公共屋邨的地下大堂安裝LCD電視並播放名為「房屋資訊台」的頻道，該頻道播放香港新聞台節目，於播放廣告時則插播各種屋邨資訊替代，現時該資訊系統已轉由PCCW經營，所播新聞節目亦已為now新聞台所取代。
除此之外，香港新聞台也曾為雅虎香港提供視像新聞、港鐵車站月台和麥當勞店內電視屏幕提供走馬燈字幕新聞資訊。在個別設有「Motionpower」流動資訊顯示屏的香港市區的士，亦可收看該台的視像新聞簡報。 
另外，該台也為多個品牌的智能電視提供自選視像新聞、亦為iOS和Android智能手機及平版電腦製作應用程式。

## 播出節目
開台初期，該台的走馬燈有别其他電視台，即時時間天氣和每則新聞簡訊字幕均由機頂盒産生，並以色塊圖層蓋於電視畫面底部。直至2005年方改為主流滾動新聞跑馬燈，並內鑲於電視畫面。
新聞報道每半小時一節，於每小時00及30分開始播映。
| 時間  | 節目                   | 節目                       | 節目                   | 節目 |
| 時間  | 星期一至五             | 星期六                     | 星期日                 |      |
| 00:00 | 《精點新聞熱報》       | 《精點新聞熱報》           | 《機不可失2》（重播）  |      |
| 00:15 | 《精點新聞熱報》       | 《精點新聞熱報》           | 《精點新聞熱報(提要)》 |      |
| 00:30 | 《精點新聞熱報》       | 《精點新聞熱報》           | 《大議題》（首播）     |      |
| 01:00 | 《精點新聞熱報》       | 《精點新聞熱報》           | 《精點新聞熱報》       |      |
| 01:30 | 《精點新聞熱報》       | 《精點新聞熱報》           | 《大議題》（重播）     |      |
| 02:00 | 《精點新聞熱報》       | 《精點新聞熱報》           | 《機不可失2》（重播）  |      |
| 02:15 | 《精點新聞熱報》       | 《精點新聞熱報》           | 《精點新聞熱報(提要)》 |      |
| 02:30 | 《精點新聞熱報》       | 《精點新聞熱報》           | 《大議題》（重播）     |      |
| 03:00 | 《精點新聞熱報》       | 《精點新聞熱報》           | 《精點新聞熱報》       |      |
| 03:30 | 《精點新聞熱報》       | 《精點新聞熱報》           | 《大議題》（重播）     |      |
| 04:00 | 《精點新聞熱報》       | 《精點新聞熱報》           | 《機不可失2》（重播）  |      |
| 04:15 | 《精點新聞熱報》       | 《精點新聞熱報》           | 《精點新聞熱報(提要)》 |      |
| 04:30 | 《精點新聞熱報》       | 《精點新聞熱報》           | 《大議題》（重播）     |      |
| 05:00 | 《精點新聞熱報》       | 《精點新聞熱報》           | 《精點新聞熱報》       |      |
| 05:30 | 《精點新聞熱報》       | 《精點新聞熱報》           | 《大議題》（重播）     |      |
| 06:00 | 《精點新聞熱報》       | 《精點新聞熱報》           | 《機不可失2》（重播）  |      |
| 06:15 | 《精點新聞熱報》       | 《精點新聞熱報》           | 《精點新聞熱報(提要)》 |      |
| 06:30 | 《精點新聞熱報》       | 《精點新聞熱報》           | 《大議題》（重播）     |      |
| 07:00 | 《精點新聞熱報》       | 《精點新聞熱報》           | 《精點新聞熱報》       |      |
| 07:30 | 《精點新聞熱報》       | 《精點新聞熱報》           | 《大議題》（重播）     |      |
| 08:00 | 《精點新聞熱報》       | 《精點新聞熱報》           | 《機不可失2》（重播）  |      |
| 08:15 | 《精點新聞熱報》       | 《精點新聞熱報》           | 《精點新聞熱報(提要)》 |      |
| 08:30 | 《精點新聞熱報》       | 《精點新聞熱報》           | 《大議題》（重播）     |      |
| 09:00 | 《精點新聞熱報》       | 《精點新聞熱報》           | 《精點新聞熱報》       |      |
| 09:30 | 《精點新聞熱報》       | 《精點新聞熱報》           | 《大議題》（重播）     |      |
| 10:00 | 《新聞直擊》           | 《新聞直擊》               | 《新聞直擊》           |      |
| 10:30 | 《新聞直擊》           | 《新聞直擊》               | 《大議題》（重播）     |      |
| 11:00 | 《新聞直擊》           | 《新聞直擊》               | 《新聞直擊》           |      |
| 11:30 | 《新聞直擊》           | 《新聞直擊》               | 《大議題》（重播）     |      |
| 12:00 | 《新聞直擊》           | 《新聞直擊》               | 《新聞直擊》           |      |
| 12:30 | 《新聞直擊》           | 《新聞直擊》               | 《大議題》（重播）     |      |
| 13:00 | 《新聞直擊》           | 《新聞直擊》               | 《新聞直擊》           |      |
| 13:30 | 《新聞直擊》           | 《Sports Network》（首播） | 《大議題》（重播）     |      |
| 13:45 | 《新聞直擊》           | 《新聞直擊(提要)》         | 《大議題》（重播）     |      |
| 14:00 | 《新聞直擊》           | 《新聞直擊》               | 《新聞直擊》           |      |
| 14:30 | 《新聞直擊》           | 《新聞直擊》               | 《大議題》（重播）     |      |
| 15:00 | 《新聞直擊》           | 《新聞直擊》               | 《新聞直擊》           |      |
| 15:30 | 《新聞直擊》           | 《Sports Network》（重播） | 《大議題》（重播）     |      |
| 15:45 | 《新聞直擊》           | 《新聞直擊(提要)》         | 《大議題》（重播）     |      |
| 16:00 | 《新聞直擊》           | 《新聞直擊》               | 《新聞直擊》           |      |
| 16:30 | 《新聞直擊》           | 《新聞直擊》               | 《大議題》（重播）     |      |
| 17:00 | 《焦點新聞直擊》       | 《焦點新聞直擊》           | 《焦點新聞直擊》       |      |
| 17:30 | 《焦點新聞直擊》       | 《Sports Network》（重播） | 《大議題》（重播）     |      |
| 17:45 | 《焦點新聞直擊》       | 《焦點新聞直擊(提要)》     | 《大議題》（重播）     |      |
| 18:00 | 《焦點新聞直擊》       | 《焦點新聞直擊》           | 《焦點新聞直擊》       |      |
| 18:30 | 《焦點新聞直擊》       | 《焦點新聞直擊》           | 《大議題》（重播）     |      |
| 19:00 | 《重磅新聞熱報》       | 《重磅新聞熱報》           | 《重磅新聞熱報》       |      |
| 19:25 | 《天氣預報》（首播）   | 《重磅新聞熱報》           | 《重磅新聞熱報》       |      |
| 19:30 | 《重磅新聞熱報》       | 《重磅新聞熱報》           | 《大議題》（重播）     |      |
| 20:00 | 《重磅新聞熱報》       | 《機不可失2》（首播）      | 《重磅新聞熱報》       |      |
| 20:15 | 《重磅新聞熱報》       | 《重磅新聞熱報(提要)》     | 《重磅新聞熱報》       |      |
| 20:25 | 《天氣預報》（重播）   | 《重磅新聞熱報(提要)》     | 《重磅新聞熱報》       |      |
| 20:30 | 《創富激發點》（首播） | 《重磅新聞熱報》           | 《大議題》（重播）     |      |
| 20:45 | 《重磅新聞熱報(提要)》 | 《重磅新聞熱報》           | 《大議題》（重播）     |      |
| 21:00 | 《重磅新聞熱報》       | 《重磅新聞熱報》           | 《重磅新聞熱報》       |      |
| 21:30 | 《重磅新聞熱報》       | 《Sports Network》（重播） | 《大議題》（重播）     |      |
| 21:45 | 《重磅新聞熱報》       | 《重磅新聞熱報(提要)》     | 《大議題》（重播）     |      |
| 21:55 | 《天氣預報》（重播）   | 《重磅新聞熱報(提要)》     | 《大議題》（重播）     |      |
| 22:00 | 《重磅新聞熱報》       | 《機不可失2》（重播）      | 《重磅新聞熱報》       |      |
| 22:15 | 《重磅新聞熱報》       | 《重磅新聞熱報(提要)》     | 《重磅新聞熱報》       |      |
| 22:30 | 《重磅新聞熱報》       | 《重磅新聞熱報》           | 《大議題》（重播）     |      |
| 22:55 | 《天氣預報》（重播）   | 《重磅新聞熱報》           | 《大議題》（重播）     |      |
| 23:00 | 《重磅新聞熱報》       | 《重磅新聞熱報》           | 《重磅新聞熱報》       |      |
| 23:30 | 《創富激發點》（重播） | 《Sports Network》（重播） | 《大議題》（重播）     |      |
| 23:45 | 《重磅新聞熱報(提要)》 | 《重磅新聞熱報(提要)》     | 《大議題》（重播）     |      |

- 新聞直擊

播放時間：星期一至五10:00~17:00（每半小時一節）、星期六10:00~13:30、14:00~15:30、16:00~17:30、星期日10:00~10:30、11:00~11:30、12:00~12:30、13:00~13:30、14:00~14:30、15:00~15:30、16:00~16:30
- 新聞直擊(提要)

播放時間：星期六13:45~14:00、15:45~16:00
- 焦點新聞直擊

播放時間：星期一至五17:00~19:00（每半小時一節）、星期六17:00~17:30、18:00~19:00、星期日17:00~17:30、18:00~18:30
- 焦點新聞直擊(提要)

播放時間：星期六17:45~18:00
- 重榜新聞熱報

播放時間：星期一至五19:00~19:25、19:30~20:25、21:00~21:55、22:00~22:55、23:00~23:30（每半小時一節）、星期六19:00~19:30、21:00~21:30、22:30~23:30、星期日19:00~19:30、20:00~20:30、21:00~21:30、22:00~22:30、23:00~23:30
- 重榜新聞熱報(提要)

播放時間：星期一至五20:45~21:00、23:45~24:00、星期六20:15~20:30、21:45~22:00、22:15~22:30、23:45~24:00
- 精點新聞熱報

播放時間：星期一至六00:00~10:00、星期日01:00~01:30、02:00~02:30、03:00~03:30、04:00~04:30、05:00~05:30、06:00~06:30、07:00~07:30、08:00~08:30、09:00~09:30
- 精點新聞熱報(提要)

播放時間：星期日00:15~00:30、02:15~02:30、04:15~04:30、06:15~06:30、08:15~08:30
- 天氣預報

播放時間：每天19:25、20:25、21:55、22:55、23:55（由女主播兼任天氣小姐，播報天氣之外亦會講解天氣冷知識）

### 專題節目
- 創富激發點

播放時間：星期一至五20:30~20:45（首播）、23:30~23:45（重播）
- Sports Network

播放時間：星期六13:30~13:45（首播）、15:30~15:45、17:30~17:45、21:30~21:45、23:30~23:45（重播）
- 機不可失2

播放時間：星期六20:00~20:15（首播）、星期日00:00~00:15、02:00~02:15、04:00~04:15、06:00~06:15、08:00~08:15（重播）
- 放眼中華

播放時間：星期一至五，早午晚
- 微電影世界

播放時間：星期二及星期三13:52首播
- 大議題

播放時間：星期日00:30~01:00（首播），01:30~02:00、02:30~03:00、03:30~04:00、04:30~05:00、05:30~06:00、06:30~07:00、07:30~08:00、09:30~10:00、10:30~11:00、11:30~12:00、12:30~13:00、14:30~15:00、15:30~16:00、16:30~17:00、17:30~18:00、18:30~19:00、19:30~20:00、20:30~21:00、21:30~22:00、22:30~23:00、23:30~23:00（重播）

## 播報安排
香港新聞台的新聞更新時間主要時段是1000、1300、1700、1800、1900，大多時間也屬重播時段，原則上每30分鐘更新，但每節新聞報道多採取錄播形式而非實時的現場直播。該台每日只起用兩位主播錄映新聞，日間主播由早上10點開台至18:30（共9小時，18節新聞報道），而第二位主播則由19:00-09:30（共15小時，30節新聞報道）。
2003年開台並無刻意規劃播報時段，全日每節新聞都被冠名《24小時新聞報導》。2006年起，周一至周五早上七時曾增設晨早新聞節目《早晨新一天》，早上十時起播放《日間新聞焦點》。
由2009年5月起，香港新聞台每日開台時間改為1000，而在0000-0959期間並不會作出任何更新，除非預期有重大社會事件如立法會選舉點票，則會於午夜作跟進報道。
主播旁白與每段新聞影片之間都是經過剪接，有時更會連續播放多條新聞影片，而影片之間可能沒有主播讀白，遇有突發新聞方會即時交由主播口述交代。播報安排有點像手機視像新聞頻道的「砌件」直播方式。

## 已停播節目
《早晨新一天》
播放時間：每日上午7:00至11:00 ，後改為每日上午9:00至11:00
《日間新聞焦點》
播放時間：每日上午11:00至下午5:00
《中環直播中心》、《上環直播中心》
播放時間：香港交易所交易日下午5:00至5:30
《體育周報》
播放時間：（2008年2月9日起）停止製作
《財經周報》
(於大有錢途停止製作後,一周的財經新聞回顧拼入時事周報)
《大有錢途》（包括《財經一》、《荀盤玫略》)
播放時間：（2009年3月22日起）停止製作

## 台徽

2007年至2013年
2013年後

## 徵才及培訓
香港寬頻曾與香港專業進修學校合辦課程，藉此培訓該台在台前、幕後各部門的新聞工作者。每年都會有大量實習位，給予本地大專院校學生實戰的機會。除擔任記者以外，亦有助理編導、剪片等實習職位。但頭一學年就因為反應欠佳，收生不足而被迫腰斬。
香港寬頻於2009年尾舉辦了一次名為「MaD Anchor 未來主播」的選秀活動，並邀得陶傑、繆美詩等傳媒界名人作評審，參賽者經過面試培訓並角逐香港新聞台主播職位，香港新聞台更製作特備節目交代整個比賽過程。最後由黃芷淵勝出。第二屆「未來主播」，則由林伽遙勝出。

## 外間評價

### 非直播時段
雖然該台名義上為24小時運作的新聞台，但大多日子不提供全日24小時直播。晚上十二時至翌日早上十時(09年5月前為晚上十二時至翌日早上九時)為香港新聞台的重播時段，因此在深夜發生的新聞多不能立時報導。例如2005年尾南亞海嘯事發當晚，由於天災是在深夜時份發生，該台要在事件發生後的翌朝九時，也就是她們的例行直播時段才能向觀眾報道深夜發生過海嘯，而在當日早上九時之前，亦無任何走馬燈字幕提及這起嚴重天災事故。
在2008年12月，台灣解押陳水扁前總統，時間為當晚深夜2時許，此台竟完全沒有播報此事，因為當時是錄播時段，因此既沒主播交代，也沒有走馬燈字幕交代最新消息，直至翌朝九時才播出「最新消息」。
開台初期，該台會在重播時段會在左上角台徽下顯示出「較早前錄影」的字句，但在2008年7月中起，重播時段台徽下沒顯示「較早前錄影」，但也未必有人員會在該時間更新，只會在預先知道深夜有直播下(如立法會選舉公佈結果、美國奧巴馬總統就職禮)才會有人員進行直播或更新。

### 節目無預警調動
該台原本在早上製作「早晨新一天」這個直播節目。但其後改為播放「24小時新聞報導」。
「早晨新一天」一如其他電視台的晨早節目，屬於讓上班族離家前得悉新聞、最新交通情況和天氣消息的直播節目，原定於每朝七時播出，但後來在沒有知會觀眾的情況下將節目推遲到九時播出，而觀眾普遍已出門上班，最終該節目亦無故停播。
此節目的停播亦影響到往後每朝的節目安排──在九時之前都是錄播前一晚的新聞，早起觀眾無法得知最即時的天氣和交通情況。

### 減少現場直播
踏入2007年，曾對六四集會及七一遊行等治新聞，只在完畢後作簡短報道，在集會和遊行開始前及進行期間也無現場報道（影像、電話報道、提要及走馬燈字幕都沒有）。
事實上，當時該台已不再對本地新聞作現場或電話報道（可以由其它媒體提供的除外，例如3月25日特首選舉）。直至2007年香港區議會選舉當日（2007年11月18日）始作2007年首次現場報道，由記者在多個選區(包括：山頂、觀龍、順天及跑馬地）報道選舉情況。

## 主播及記者
| 新聞總監       |        |        |        |        |
| 李志堅（總監） |        |        |        |        |
| 編輯           |        |        |        |        |
| 伍耀棠         | 周雪瑩 |        |        |        |
| 首席主播       |        |        |        |        |
| 鄭麗怡         | 譚宇頌 |        |        |        |
| 主播           |        |        |        |        |
|                |        |        |        |        |
| 記者           |        |        |        |        |
| 戴業文         | 葉曉嵐 | 黃家霖 | 鄭漢成 | 陳淑敏 |
| 麥仲秋         | 何倩瑤 | 黃曼婷 | 許俊傑 |        |
| 體育主播       |        |        |        |        |
| 郭子龍         |        |        |        |        |
| 體育記者       |        |        |        |        |
| 劉英德         | 陳新偉 | 郭穎詩 |        |        |
| 財經記者       |        |        |        |        |
| 許穎           |        |        |        |        |

- 以上資料以2013年8月31日為準

## 已離職員工
| 近況：轉投無線新聞                             |                                              |                                                                  |                                              |                                            |  |
| 李嘉惠                                         | 金盈                                         |                                                                  |                                              |                                            |  |
| 近況：轉投亞視新聞                             |                                              |                                                                  |                                              |                                            |  |
| 陳苑蓉                                         | 何戎笙                                       | 林泰基                                                           |                                              |                                            |  |
| 近況：轉投有線新聞                             |                                              |                                                                  |                                              |                                            |  |
| 冼程峰                                         | 黃瑞華                                       | 陳慧明                                                           | 吳毅豪                                       | 蕭漢祥                                     |  |
| 胡凱文                                         | 潘惠霞                                       | 黃慧穎                                                           | 李健生                                       | 陳麗儀                                     |  |
| 近況：轉投NOW寬頻電視新聞                      |                                              |                                                                  |                                              |                                            |  |
| 林中義                                         | 麥國華                                       | 江富銘                                                           | 林韻明                                       | 賴舜明                                     |  |
| 近況：轉投鳳凰衛視                             |                                              |                                                                  |                                              |                                            |  |
| 黃芷淵                                         | 廖靖雯                                       | 陳崇偉                                                           | 黃嘉莉                                       | 李匡民                                     |  |
| 近況：轉投香港電台                             |                                              |                                                                  |                                              |                                            |  |
| 周文泰                                         | 郭盈君                                       | 李小薇                                                           | 林詠雯                                       |                                            |  |
| 近況：轉投商業電台                             |                                              |                                                                  |                                              |                                            |  |
| 洪潔薇                                         | 林海容                                       | 潘志謙                                                           | 劉浩駿                                       |                                            |  |
| 近況：轉投新城電台                             |                                              |                                                                  |                                              |                                            |  |
| 江富銘                                         | 馬志勇                                       | 許超穎                                                           |                                              |                                            |  |
| 近況：轉投東網電視                             |                                              |                                                                  |                                              |                                            |  |
| 劉偉信                                         | 高翠婷                                       | 賴莉娜                                                           | 黃麗玲                                       | 潘婉玲                                     |  |
| 陳桂建                                         | 吳紹忠                                       | 葉啟聰                                                           |                                              |                                            |  |
| 近況：轉投澳廣視                               |                                              |                                                                  |                                              |                                            |  |
| 林穎敏                                         | 陳凱雯                                       | 梁澤裕                                                           | 陳志恆                                       |                                            |  |
| 近況：轉投其他運輸機構                         |                                              |                                                                  |                                              |                                            |  |
| 譚慧思（國泰航空）                             | 黃佩芝（國泰航空）                           | 簡穎詩（日本航空）                                               |                                              |                                            |  |
| 近況：轉投其他傳媒機構                         |                                              |                                                                  |                                              |                                            |  |
| 岑珮綾（星島日報）                             | 梁慧珉（信報）                               | 林嬋（一多媒體）                                                 | 王沛淇（王冠一財經頻道）                     | 陳佩兒（創富坊）                           |  |
| 吳文瀚（香港數碼廣播）                         | 王煜棋（蘋果日報）                           | 郭美玲（星島日報）                                               | 李家瑋（明報）                               | 譚靜雯（文匯報）                           |  |
| 陳卓逸（大公報）                               | 何婉瑩（澳亞衛視）                           | 周銳娟（新時代電視）                                             | 倪清松 (商業電台)                            | 何依倫 (商業電台)                          |  |
| 邢安邦 (ESPN)                                  | 林湛穎 (蘋果日報)                            | 高祖怡（蘋果日報）                                               | 廖栩君（星島日報）                           |                                            |  |
| 近況：公關                                     |                                              |                                                                  |                                              |                                            |  |
| 劉家業（香港警務處警察公共關係科高級督察）     | 譚慧超（澳門賽馬會首席助理機構傳訊經理）     | 張曉明（轉職到澳門新新酒店首席助理公共關係主任）                 | 張杏賢華納唱片（助理公共關係發展總經理）     | 胡宗華葉氏化工（任助理公共傳訊及推廣主任） |  |
| 莫晞雯（轉職寶潔公關人員）                     | 陳恩怡（澳門美高梅金殿署理公關主任           | 陳嘉銘（愛貝克思助理公共傳訊及推廣總經理）                       | 張慧菁（轉職博美娛樂轄下出版業務任公關人員） | 黃燕鳳（轉職環球唱片公關人員）             |  |
| 張詩韻（轉職華納唱片助理公共傳訊及推廣主管）   | 黃偉國（轉職到索尼音樂娛樂任機構傳訊總經理） | 洪綺敏（丽新地产公关）                                           |                                              |                                            |  |
| 近況：轉投香港政府                             |                                              |                                                                  |                                              |                                            |  |
| 譚君儀（轉職到政府新聞處)                      | 嚴嘉仁（轉職至醫院管理局）                   | 羅志恆（廉政公署）                                               | 周兆麟（廉政公署）                           | 賴文輝(房屋署)                             |  |
| 謝鈺(香港警務處)                               | 胡天衡（香港机管局）                         | 劉芷欣（香港机管局）                                             |                                              |                                            |  |
| 近況：轉投商會                                 |                                              |                                                                  |                                              |                                            |  |
| 李寶雯（轉職香港總商會）                       |                                              |                                                                  |                                              |                                            |  |
| 近況：轉投社福機構                             |                                              |                                                                  |                                              |                                            |  |
| 陳姿華(轉職香港中華基督教青年會)               | 張煥淇（轉職香港社會服務聯會）               |                                                                  |                                              |                                            |  |
| 近況：飲食/酒店業                              |                                              |                                                                  |                                              |                                            |  |
| 林翔樂（轉職澳門文華東方酒店助理僱員培訓總監） | 蔡慧娟（金麗華酒店）                         | 王巧欣（麥當勞）                                                 | 林文傑（澳門最佳西方新酒店）                 |                                            |  |
| 近況：教育/升學                                |                                              |                                                                  |                                              |                                            |  |
| 梁凱程（轉任香港珠海學院英文系講師）           | 楊偉怡（轉任香港理工大學行政主任）           |                                                                  |                                              |                                            |  |
| 近況：唱片公司                                 |                                              |                                                                  |                                              |                                            |  |
| 任庭燕（轉職金牌大風）                         |                                              |                                                                  |                                              |                                            |  |
| 近況：電訊/保險                                |                                              |                                                                  |                                              |                                            |  |
| 江玉華（轉職數碼通）                           | 李子明（轉職蘇黎世保險）                     |                                                                  |                                              |                                            |  |
| 近況：於澳門工作                               |                                              |                                                                  |                                              |                                            |  |
| 陳水忠（轉職澳門威尼斯人）                     | 莊志聰（轉職至澳門賽馬會助理僱員培訓主任）   | 劉浩然（轉職至澳門旅遊娛樂股份有限公司任首席助理僱員培訓總經理） | 鄭章璟（澳門政府新聞局）                     |                                            |  |
| 近況：運輸業                                   |                                              |                                                                  |                                              |                                            |  |
| 高詠聰(九龍巴士)                               | 簡慧芝 (國泰航空)                            |                                                                  |                                              |                                            |  |
| 近況：其他                                     |                                              |                                                                  |                                              |                                            |  |
| 劉佩君（轉職到安盛保險）                       | 陳雅珊（綠色和平）                           | 黃翠芝（申訴專員公署公共關係主任）                               | 林家寶（智聖鴻天）                           | 黃匡平（Lead Talent）                      |  |
| 黃韻時 （玉皇朝）                              | 黃詠妮（光波24書網市場及業務拓展經理）       | 鄧仲頤(荷花集團)                                                 | 劉若琳(宏利保險)                             | 莊勁聰(電訊盈科)                           |  |
| 近況：移民                                     |                                              |                                                                  |                                              |                                            |  |
| 唐露明（移民加拿大卡加利）                     | 易俊生(移民美國舊金山)                       | 盧浩延（移民美國洛杉磯）                                         | 龍述理（移民美國華盛頓）                     | 杜書珍（移民英國）                         |  |
| 近況：去向不明                                 |                                              |                                                                  |                                              |                                            |  |
| 黃婷婷                                         | 蔡雪瑩                                       | 林伽遙                                                           | 曾芷倫                                       | 黃家齊                                     |  |
| 袁駿豪（在台灣逝世                             | 張述慧                                       | 梁靜雯 (自殺身亡)                                                |                                              |                                            |  |

- 以上資料以2016年4月4日為準